# 张麟 (明朝知县)
张麟（？—？），明朝人，是一名明朝政治人物。
张麟曾于1370年接替张平任上海县知县一职，1371年由王隆祖接任。